# Саксан (футбольный клуб, 2023)
«Саксан» (рум. «Saksan») — молдавский футбольный клуб из города Чадыр-Лунга. В 2025 году был объединён с «Политехникой УТМ».

## Названия
- «Суклея» (2018—2023)
- «Саксан» (2023—2025)

## История
В 2018 году молдавский клуб стал выступать в молдавском дивизионе B. В следующем сезоне 2019 года футбольный клуб стал победителем чемпионата, получив прямое повышение в Дивизион A. В июне 2023 года футбольный клуб сменил название на «Саксан». В сезоне 2023/24 проиграл в финале плей-офф кишинёвской «Виктории», и «Виктория», и «Саксан» не получили лицензии для участия в чемпионате Молдавии (высшем дивизионе). В сезоне 2024/25 выиграл плей-офф (костяк команды составляли игроки из академии Раду Ребежи), и стал участником чемпионата Молдавии 2025/26 под новым названием — «Политехника УТМ».

## Достижения
- Дивизион B:
  - Победитель: 2019

## Главные тренеры
| Главный тренер | Период работы |
| -------------- | ------------- |
| Иван Табанов   | 2020—2022     |
| Андрей Радиола | 2022          |
| Юрий Блонарь   | 2023—н. в.    |